# Flàvia Serena
Flàvia Serena (llatí: Flavia Serena), va ser una dama romana, neboda i filla adoptiva de l'emperador Teodosi I el Gran.
Poc abans de la seva mort, Teodosi va concertar el matrimoni de Flàvia Serena amb el seu magister militum Flavi Estilicó. Va viure a la cort del seu cosí, Flavi Honori. Allà va triar una esposa per al poeta de la cort Claudi Claudià, i va fer-se càrrec de l'educació de la germanastra d'Honori, la seva cosina Gal·la Placídia. Amb Estilicó va tenir un fill, Euqueri, i dues filles, Maria i Termància, amb les quals Honori s'hi va casar de forma successiva.
Estilicó va ser executat per ordre d'Honori l'any 408. Durant el setge de Roma pels visigots l'any següent, Flàvia Serena va ser acusada falsament de conspiració amb els enemics i executada, amb el consentiment de Gal·la Placídia.